# 1967.
◄ | 19. stoljeće | 20. stoljeće | 21. stoljeće | ►
◄ | 1930-ih | 1940-ih | 1950-ih | 1960-ih | 1970-ih | 1980-ih | 1990-ih | ►
◄◄ | ◄ | 1964. | 1965. | 1966. | 1967. | 1968. | 1969. | 1970. | ► | ►►
Arhitektura • Astronautika • Astronomija • Biologija • Film • Fotografija • Glazba • Kazalište • Kemija • Kiparstvo • Knjige • Književnost • Kršćanstvo • Meteorologija • Medicina • Planinarstvo • Politika • Pravo • Promet • Slikarstvo • Strip • Šport • Televizija • Znanost • Zrakoplovstvo • Željeznički promet

## Događaji
- Osnovan sastav Fleetwood Mac

### Siječanj
- 15. siječnja – The Rolling Stonesi nastupaju u TV emisiji Ed Sullivan Show gdje izvode promijenjenu verziju svog novog singla "Let's Spend The Night Together" (mijenjajući pripjev u Let's Spend Some Time Together). Unatoč brojnim prigovorima Ed Sullivan ih dalje zove u emisiju znajući da se radi o vrlo popularnom sastavu.

### Ožujak
- 17. ožujka
  - Tiskana je Deklaracija o nazivu i položaju hrvatskog književnog jezika
  - The Jimi Hendrix Experience izdaju svoj drugi singl "Purple Haze" (B-strana "51st Anniversary")

### Travanj
- 14. travnja – Jedan od najvažnijih talenata nakon Beatlesa, kako tvrdi Polydor, sastav Bee Gees objavljuje svoj veliki debitantski singl "New York Mining Disaster 1941"

### Svibanj
- 1. svibnja – U hotelu "Aladdin" u sobi 246 u 9 sati i 41 minuti Elvis Presley ženi se s Priscillom Beaulieu, nakon čega su zrakoplovom Franka Sinatre odletjeli u Palm Springs na medeni mjesec.
- 5. svibnja – The Jimi Hendrix Experience izdaju svoj treći singl "The Wind Cries Mary" (B-strana "Highway Chile"), koji je ujedno bio prvi za izdavačku kuću "Track records".
- 12. svibnja – Trio The Jimi Hendrix Experience objavljuje svoj prvijenac Are You Experienced

### Lipanj
- Od 16. do 18. lipnja – Održan Monterey Pop festival u Sjedinjenim Državama

### Rujan
- 6. rujna –  zagrebački Dinamo u uzvratnoj utakmici finala Kupa velesajamskih gradova protiv  Leeds Uniteda u Engleskoj uspijeva obraniti prednost 2:0 iz prve utakmice odigravši 0:0 i tako postaje prvi i do danas jedini hrvatski klub s europskim trofejom

### Studeni
- 29. studenoga – Zatvorena najveća zračna luka Kraljevskih zračnih snaga od Ujedinjenog Kraljevstva do Singapura, zračna luka u Adenu Khormaksar.

## Rođenja

### Siječanj – ožujak
- 8. siječnja – R. Kelly, američki pjevač
- 25. siječnja – David Ginola, francuski nogometaš
- 18. veljače – Roberto Baggio, talijanski nogometaš
- 19. veljače – Benicio del Toro, portorikanski glumac i producent
- 20. veljače – Kurt Cobain, američki pjevač (Nirvana) († 1994.)
- 16. ožujka – Zlatko Koren, hrvatski katolički svećenik

### Travanj – lipanj
- 5. travnja – Branko Ištvančić, hrvatski filmski redatelj
- 24. travnja – Dino Rađa, hrvatski košarkaš
- 7. svibnja – Dražen Anzulović, hrvatski košarkaški trener
- 9. svibnja – Nataša Bokal, slovenska alpska skijašica
- 10. svibnja – Bob Sinclar, francuski DJ
- 13. svibnja – Melanie Thornton, američko-njemačka pop pjevačica († 2001.)
- 22. svibnja – MC Eiht, američki reper
- 26. travnja – Ivan Kramar, bosanskohercegovački i hrvatski katolički svećenik, franjevac i pjesnik († 2022.)
- 27. svibnja – Paul Gascoigne, engleski nogometaš i trener
- 31. svibnja – Jasna Bilušić, hrvatska glumica i pjevačica
- 1. lipnja – Nives Ivanković, hrvatska glumica
- 25. lipnja – Damir Polančec, hrvatski političar

### Srpanj – rujan
- 1. srpnja – Branko Zorko, hrvatski atletičar
- 1. srpnja – Pamela Anderson, kanadsko-američka TV glumica
- 18. srpnja – Vin Diesel, američki glumac
- 21. rujna – Faith Hill, američka pjevajčica
- 24. srpnja – Dražen Zečić, hrvatski pjevač
- 25. srpnja – Matt LeBlanc, američki glumac
- 26. srpnja – Jason Statham, britanski glumac
- 31. srpnja – Elizabeth Wurtzel, američka spisateljica, autorica knjige Prozac nacija († 2020.)
- 2. kolovoza – Gordan Jandroković, hrvatski političar
- 29. kolovoza – Jiří Růžek, češki fotograf
- 5. rujna – Jane Sixsmith, engleska igračica hokeja na travi
- 6. rujna – Igor Štimac, hrvatski nogometni trener i reprezentativac
- 15. srpnja – Atanas Kolev, bugarski šahovski velemajstor i pisac
- 19. rujna – Aleksandr Karelin, ruski hrvač
- 19. rujna – Mirko Norac, hrvatski general
- 25. rujna – Ljerka Mikić, hrvatska i bosanskohercegovačka pjesnikinja
- 27. rujna – Bruno Kovačević, hrvatski sportski novinar i urednik
- 28. rujna – Mira Sorvino, američka glumica

### Listopad – prosinac
- 3. listopada – Denis Villeneuve, kanadski filmski redatelj
- 12. listopada – Darko Pernjak, hrvatski književnik
- 13. listopada – Kate Walsh, američka glumica
- 13. listopada – Hannu Lintu, finski dirigent
- 17. listopada – Dmitrij Peskov, ruski diplomat
- 20. listopada – Monica Ali, engleska književnica
- 27. listopada – Ardian Kozniku, hrvatski nogometaš
- 28. listopada – Julia Roberts, američka filmska glumica
- 2. studenog – Zvonimir Soldo, hrvatski nogometaš
- 6. studenog – Franjo Matešin, hrvatski slikar i književnik
- 8. studenog – Courtney Thorne-Smith, američka glumica
- 15. studenog – E-40, američki reper
- 22. studenog – Boris Becker, njemački tenisač
- 25. studenog – Anthony Nesty, surinamski plivač
- 28. studenog – Dubravko Pavličić, hrvatski nogometaš († 2012.)
- 13. prosinca – Jamie Foxx, američki glumac, pjevač i stand-up komičar
- 25. prosinca – Boris Novković, hrvatski pjevač

## Smrti

### Siječanj – ožujak
- 9. siječnja – Ivo Pevalek, hrvatski botaničar (* 1893.)
- 18. veljače – Robert Oppenheimer, američki fizičar (* 1904.)
- 4. ožujka – Vladan Desnica – hrvatski književnik (* 1905.)
- 26. ožujka – Ervin Šinko, hrvatski književnik (* 1898.)

### Travanj – lipanj
- 5. travnja – Hermann Joseph Muller, američki genetičar, nobelovac (* 1890.)
- 10. lipnja – Spencer Tracy, američki filmski gluamc (* 1900.)
- 29. lipnja – Jayne Mansfield, američka glumac (* 1933.)

### Srpanj – rujan
- 8. srpnja – Vivien Leigh, engleska filmska glumica (* 1913.)
- 17. srpnja – John Coltrane, američki jazz glazbenik (* 1926.)
- 13. kolovoza – Jane Darwell, američka glumica (* 1879.)
- 20. kolovoza – Antun Masle, hrvatski slikar (* 1919.)
- 7. rujna – Ivana Fišer, prva hrvatska dirigentica (* 1905.)
- 12. rujna – Vladimir Bartol, slovenski književnik (* 1903.)

### Listopad – prosinac
- 9. listopada – Che Guevara, argentinsko-kubanski revolucionar (* 1928.)
- 27. listopada – Franjo Salis-Seewis, hrvatski biskup (* 1872.)
- 29. listopada – Julien Duvivier, francuski filmski redatelj (* 1896.)
- 14. studenog – Martin Matošević, hrvatski glumac (* 1893.)
- 20. studenoga – Kazimir Funk, poljski biokemičar (* 1884.)
- 25. studenoga – Ossip Zadkine, francuski kipar (* 1890.)

- Ivan Dobrović, hrv. pedagoški i povijesni pisac iz Austrije (* 1882.)

## Nobelova nagrada za 1967. godinu
- Fizika: Hans Bethe
- Kemija: Manfred Eigen, Ronald George Wreyford Norrish i George Porter
- Fiziologija i medicina: Ragnar Granit, Haldan Keffer Hartline i George Wald
- Književnost: Miguel Ángel Asturias
- Mir: nije dodijeljena

## Vanjske poveznice
|  | Zajednički poslužitelj ima još gradiva o temi 1967. |